# Estación de Saint-Saviol
La estación de Saint-Saviol es una estación ferroviaria francesa de la línea París - Burdeos, situada en la comuna de Saint-Saviol, en el departamento de Vienne, en la región de Poitou-Charentes. Por ella circulan principalmente trenes regionales que unen Châtellerault o Poitiers  con Angulema o Burdeos.

## Historia
Fue inaugurada por la Compagnie du chemin de fer de Paris à Orléans el 28 de julio de 1853. En 1938 las seis grandes compañías privadas que operaban la red se fusionaron en la empresa estatal SNCF. Desde 1997 la gestión de las vías corresponde a la RFF mientras que la SNCF gestiona la estación.

## Situación ferroviaria
La estación se encuentra en el punto kilométrico 388,044 de la línea férrea París-Burdeos. Además, se sitúa al final de la línea férrea Lussac-les-Châteaux - St-Saviol hoy en gran medida desmantelada y limitada en su parte explotada entre Saint-Saviol y Civray al tráfico de mercancías.

## Descripción
Esta estación se compone de tres andenes, dos laterales y uno central y de cuatro vías. El cambio de vía se realiza gracias a un paso elevado. La atención comercial se limita a los martes y jueves.

## Servicios ferroviarios

### Regionales
Los trenes regionales TER Poitou-Charentes enlazan Châtellerault o Poitiers con Angulema o Burdeos. 